# Moskou gelooft niet in tranen
Moskou gelooft niet in tranen (Russisch: Москва слезам не верит, Moskva slezam ne verit) is een Russische dramafilm uit 1979, geregisseerd door Vladimir Mensjov.

## Plot
De film speelt zich in het begin af in 1958, en gaat over de drie meisjes Ljoedmila, Katerina en Antonina uit de provincie die in Moskou aankomen en een kamer in een studentenhuis delen. Hoewel ze nogal verschillen van karakter, worden ze later vriendinnen.
Met name de personages Ljoedmila en Katerina worden diep uitgewerkt. Ljoedmila is een flierefluiter, die in Moskou een loterij ziet waar alleen maar interessante mannen wonen, zoals kunstenaars, architecten en ingenieurs. Ze doet haar werk in een broodfabriek slechts plichtmatig. Katerina is veel serieuzer, werkt hard in een machinefabriek en studeert in de avonden voor het toelatingsexamen van de universiteit.
Antonina leert Nikolaj kennen, een eenvoudige bouwvakker en een goed mens, die zij naar de mening van Ljoedmila ook in de provincie had kunnen tegenkomen. Pas als Ljoedmila ziet dat Nikolaj een auto en een datsja heeft, begint zij in hem iets te zien. Nikolaj zegt dat zij niet zijn smaak is en zal al vroeg trouwen met Antonina.
Ljoedmila wil niet alleen geluk in de liefde, ze wil het meteen. Een mooie kans doet zich voor als de oom van Katerina, een professor van aanzien, met een appartement in een van de prestigieuze Zeven Zusters, voor twee weken op vakantie gaat. Katerina mag er die tijd logeren, en Ljoedmila haalt Katerina over dat zij ook mee mag. Ze gebruikt het appartement om een feestje te organiseren en allerlei beroemde mannen uit te nodigen, zeggend eigenaren van het appartement te zijn.
Ljoedmila ontmoet de ijshockeyer Goerin, Katerina ontmoet Rudolf, iemand die zegt een hoge positie bij de televisie te bekleden, maar cameraman blijkt te zijn. Rudolf verleidt Katerina, waarna zij zwanger van hem wordt. Rudolf wil niet met haar trouwen; zijn moeder, lid van de Sovjet-elite, biedt haar geld aan, maar Katerina weigert.
Dan maakt de film een sprong naar 20 jaar later. Katerina is nog steeds ongetrouwd en woont samen met haar puberende dochter. Ze is inmiddels opgeklommen tot directeur van een grote, goed draaiende fabriek. Ljoedmila werkt bij een stomerij en haar man, die vroeger als sporter nooit dronk, is inmiddels alcoholist en komt steeds om geld bedelen. Antonina is nog steeds getrouwd met Nikolaj en leidt een tevreden huiselijk leven met hun drie kinderen.
Katerina heeft een succesvolle carrière, maar mist nog altijd een man in haar leven. Op een avond ontmoet zij in de trein een man, Gosja geheten, met wie zij wat lijkt op te bouwen. Gosja, een technicus bij een onderzoeksinstituut, is een man van principes; zo vindt hij dat de man altijd gelijk heeft, en dat de man altijd meer moet verdienen dan de vrouw. Katerina verzwijgt voor hem dat ze een veel betere baan dan hij heeft en dat ze veel meer geld verdient. Dan komt Katerina Rudolf per toeval weer tegen als de televisie een reportage over de fabriek maakt. Hij wil zijn dochter leren kennen, maar zij wil niets van hem weten. Als Rudolf ongevraagd bij Katerina aanbelt, en Gosja door het eropvolgende gesprek achter de positie van Katerina komt, loopt hij woedend het huis uit omdat zij tegen hem gelogen heeft.
Hij laat zich niet meer zien, en het is moeilijk om zijn woonplaats te achterhalen aangezien hij nooit zijn achternaam verteld heeft. Na een week komen Antonina en Ljoedmila langs om haar te helpen. Katerina is nog steeds in tranen. Haar vriendinnen besluiten iets te ondernemen: Moskou gelooft niet in tranen, er moet iets ondernomen worden. Nikolaj vindt Gosja, zwaar aan de wodka. Na een drinkgelag komen ze samen terug bij Katerina's flat. Gosja eet soep, terwijl Katerina met tranen in haar ogen naar hem kijkt. Gosja vraagt "Wat is er aan de hand". Katerina antwoordt: "Ik heb zo lang naar je gezocht". Na een klein pauze antwoordt Gosja: "acht dagen". Katerina zegt: "Nee", en herhaalt: "Ik heb zo lang naar je gezocht".

## Rolverdeling
| Acteur               | Personage                                        |
| -------------------- | ------------------------------------------------ |
| Vera Alentova        | Katerina                                         |
| Irina Moeravjova     | Ljoedmila                                        |
| Raisa Rjazanova      | Antonina                                         |
| Aleksej Batalov      | Gosja                                            |
| Joeri Vasiljev       | Rodion Petrovitsj Ratsjkov, vader van Aleksandra |
| Aleksandr Fatjoesjin | Sergej Goerin, ijshockeyspeler                   |
| Lija Achedjakova     | directeur van de club                            |
| Oleg Tabakov         | Volodja, minnaar van Katerina                    |

## Prijzen
De film kreeg in 1981 een Oscar in de categorie Beste buitenlandse film. Ook werd in eigen land aan de regisseur de Staatsprijs van de Sovjet-Unie toegekend. Verder was er nog een niet verzilverde nominatie voor de Gouden Beer op het Filmfestival van Berlijn.